# Siemion Dawydow
Siemion Prochorowicz Dawydow, ros. Семен Прохорович Давыдов (ur. w lutym 1909 we wsi Bazarnyje Mataki (Базарные Матаки), gubernia riazańska, zm. 28 maja 1959 w Swierdłowsku) –  pułkownik radzieckich organów bezpieczeństwa, st. doradca MWD/MBP ZSRR przy MBP PRL.

## Życiorys
Urodził się w rodzinie rosyjskich chłopów i pracował w gospodarstwie rodziców do 1927. Był funkcjonariuszem milicji w wioskach Bolszyje Tigany (Большие Тиганы), Bazarnyje Mataki (Базарные Матаки) i Nowo-Alkiejewo (Ново-Алькеево) (1928–1930), pracownikiem kołchozu „Pobieda” w Bazarnych Matakach (1930), sekretarzem Zarządu Kołchozów w Spasku Tatarskiej ASRR (1930), sekretarzem Zarządu Związku Spółdzielni Rolniczych „Tatchlebżywsojuz” (Татхлебживсоюз) w Bazarnych Matakach (1930–1931).
Służył we Flocie Bałtyckiej, jako sierżant, operator radiowy zespołu łodzi podwodnych w Kronsztadzie (1931–1935).
Ukończył Instytut Handlu Radzieckiego im. Engelsa w Leningradzie (1935–1939) i Wieczorowego Instytutu Marksizmu-Leninizmu przy Zarządzie Politycznym Północnej Grupy Wojsk (1947–1949).
W organach NKWD-NKGB-MGB-MWD-KGB: słuchacz Wyższej Szkoły NKWD ZSRR (1939); na kierowniczych stanowiskach w zarządzie NKWD obwodu penzeńskiego (1939–1944); naczelnik grupy specjalnej I Frontu Nadbałtyckiego (1944); naczelnik grupy operacyjnej wojsk NKWD I Frontu Białoruskiego (1945); starszy instruktor, zastępca starszego doradcy NKWD-MWD ZSRR przy MBP PRL (1945–1946); starszy doradca MWD/MBP ZSRR przy MBP PRL (1946–1950); przedstawiciel MBP ZSRR w NRD (1950–1951); zastępca dowódcy Grupy Radzieckich Wojsk Okupacyjnych w Niemczech (1950–1951); zastępca naczelnika zarządu KGB obwodu swierdłowskiego (1951–1959).
Stopnie: st. lejtnant BP (1942), major BP (1943), podpułkownik BP (1944); pułkownik (1955).
Był kandydatem WKP(b) od 1932, członek od 1938.
Zmarł nagle. Pochowany na Cmentarzu Iwanowskim w Jekaterynburgu.

## Ordery i odznaczenia
- Order Czerwonego Sztandaru (ZSRR, 6 września 1946)[2]
- Order Wojny Ojczyźnianej I klasy (ZSRR, 16 września 1945)[2]
- Order Wojny Ojczyźnianej II klasy (ZSRR, 21 kwietnia 1945)[2]
- Order Czerwonej Gwiazdy (ZSRR, 24 listopada 1950)[2]
- Order „Znak Honoru” (ZSRR, 20 września 1943)[2]
- Order Krzyża Grunwaldu III klasy (13 grudnia 1945)[3]
- Krzyż Oficerski Orderu Odrodzenia Polski (10 października 1945)[4]
- Złoty Krzyż Zasługi (21 lipca 1946)[5]